# Bromuro di cetil-trimetilammonio
Il bromuro di cetil-trimetilammonio (bromuro di esadeciltrimetilammonio; cetrimide; CTAB) è un sale di ammonio quaternario.
A temperatura ambiente si presenta come un solido bianco dall'odore tenue. È un composto nocivo, irritante, pericoloso per l'ambiente. È un tensioattivo cationico.